# Dawn of the Planet of the Apes
Dawn of the Planet of the Apes (titulada El amanecer del planeta de los simios en España y El planeta de los simios: Confrontación en Hispanoamérica) es una película estadounidense de ciencia ficción y acción de 2014, dirigida por Matt Reeves y escrita por Mark Bomback y el equipo de redacción de Rick Jaffa y Amanda Silver. Es la secuela de Rise of the Planet of the Apes (2011), la segunda entrega de la franquicia de reinicio de Planet of the Apes y la octava película en general. Es protagonizada por Andy Serkis como Cesar junto a Jason Clarke, Gary Oldman, Keri Russell, Toby Kebbell y Kodi Smit-McPhee. La película tiene lugar 10 años después de los acontecimientos de Rise y sigue a los supervivientes humanos mientras luchan por mantenerse con vida tras una pandemia mortal, mientras César intenta mantener el control sobre su comunidad de simios en expansión, lo que podría conducir a una guerra total entre simios y humanos
En 2011 se anunció una secuela de Rise of the Planet of the Apes, y en noviembre se confirmaron los regresos de Serkis y Rupert Wyatt. Wyatt dejó la película en septiembre de 2012 y Reeves fue contratado en octubre. El casting se llevó a cabo entre febrero y marzo de 2013, y ninguno de los miembros principales originales adicionales del elenco regresó. La fotografía principal comenzó en abril y duró hasta julio, con lugares de rodaje que incluyen el río Campbell, la isla de Vancouver y Nueva Orleans. Los simios fueron creados utilizando efectos visuales y captura de movimiento por encargo de Weta Digital, y la película presenta un mayor uso de estos componentes durante las secuencias de acción y para crear otros animales.
Dawn of the Planet of the Apes se estrenó el 26 de junio de 2014 en el Palacio de Bellas Artes de San Francisco y fue estrenada en cines en todo el mundo por 20th Century Fox el 11 de julio de 2014. La película recibió críticas muy positivas, con elogios por la dirección y el aspecto visual de Reeves, las actuaciones del elenco, la partitura de Michael Giacchino, secuencias de acción y profundidad emocional. Dawn of the Planet of the Apes fue un éxito comercial, recaudando más de 710 millones de dólares, lo que la convirtió en la octava película más taquillera de 2014 y la película más taquillera de la franquicia. También recibió numerosos premios y nominaciones, incluida una nominación al Premio de la Academia a los mejores efectos visuales. La secuela, War for the Planet of the Apes, se estrenó en 2017.

## Argumento
En el año 2011, el virus ALZ-113 causa el colapso de la civilización humana tras una ley marcial, el malestar social y el colapso económico de todos los países del mundo. Diez años más tarde, en el 2021, el 90% de la población mundial ha muerto y hay pequeños reductos de supervivientes en las montañas. Un simio llamado César dirige y gobierna una nueva generación de simios en una comunidad ubicada en el bosque Muir. Cesar y su clan están de Cacería atacando a una manda de wapitíes, pero a una lo lo cazan casi con éxito pero el hijo mayor de cesar es atacado por un oso pardo, Cesar viene a defenderlo y a la vez Kobba apuñala al oso con una lanza y lo mata.
Mientras caminaban por el bosque, el hijo de César y el hijo de Rocket (Ash) se encuentran con un ser humano, llamado Carver, quien preso del pánico le dispara al simio Ash, hiriéndolo. Carver le pide auxilio al resto de su grupo de sobrevivientes armados, dirigidos por un hombre llamado Malcolm, mientras que Ash pide ayuda a los otros simios. César ordena a los humanos que se vayan del bosque.
El pequeño grupo llega a una torre de un San Francisco en ruinas, lugar en donde se reúnen con otros humanos supervivientes (humanos que no murieron al ser genéticamente inmunes al virus).
Más tarde, César lleva a un gran grupo de simios a la ciudad y hace ver a los humanos que los simios no quieren la guerra, pero que lucharán si es necesario para defender su hogar. Luego pide a los humanos que permanezcan en su territorio y establece que los simios harán lo mismo. 
Malcolm convence a su compañero y líder Dreyfus para que le conceda tres días para reconciliarse con los simios y así obtener acceso a una presa hidroeléctrica en su territorio, lo que podría proporcionar energía a largo plazo para la ciudad. Dreyfus, desconfiando de los simios, pide a algunos sobrevivientes probar las armas de una armería abandonada.
Malcolm viaja al territorio de los simios, pero es capturado por Stoned y sus guardias gorilas, que se lo llevan ante César. Malcolm habla con César, y éste le permite a Malcolm y a un grupo pequeño de los humanos sobrevivientes trabajar en el generador de la presa, con la condición (impuesta por César) de renunciar a sus armas. Malcolm, su esposa Ellie, y su hijo Alexander trabajan cordialmente junto a los simios y la desconfianza de ambos lados disminuye gradualmente, pero la confianza termina momentáneamente cuando Carver amenaza al hijo recién nacido de César con una escopeta que llevaba oculta. César les dice a los humanos que abandonen de inmediato el bosque. Mientras Malcolm intenta convencer a César de que ellos no sabían que Carver tenía una escopeta oculta, Ellie se da cuenta de que Cornelia, compañera de César, se encuentra enferma, por lo que con los antibióticos que llevaba termina curándola. Con esto César deja que los humanos se queden siempre y cuando Carver mantenga la distancia con los simios e igualmente los simios colaboren con el trabajo en la presa.
Mientras tanto Koba, desconfiando aún de los humanos, va a la ciudad y descubre la armería de los humanos y regresa al bosque para enfrentar a César, cuestionando su lealtad hacia los simios. En respuesta, César golpea fuertemente a Koba, pero los simios tienen la regla de que un simio no mata a otro simio, por eso César lo perdona. Koba regresa a la armería, y roba un rifle de asalto con el que asesina a dos guardias humanos y luego mata a Carver.
La presa es finalmente reparada, y se restaura la energía de la ciudad. Durante la celebración, Koba le prende fuego al hogar de los simios. Sin ser visto por nadie, Koba le dispara a César en el pecho, haciéndole caer del árbol principal del asentamiento. En medio del pánico por la pérdida del líder Alfa y el fuego que incendia su hogar, Koba toma el liderazgo, culpa al grupo de Malcolm y le ordena a los simios iniciar la guerra contra los humanos. El grupo de Malcolm se esconde de Koba (con la ayuda de Maurice), mientras éste conduce a los simios a San Francisco, pero primero saquean la armería y derriban las puertas de la torre. A pesar de las fuertes bajas, los simios invaden la torre y encarcelan a todos los seres humanos, mientras que algunos humanos, entre ellos Dreyfus, huyen al subterráneo. Cuando Ash se niega a seguir las órdenes de Koba de matar a seres humanos indefensos, citando las enseñanzas de César, Koba mata a Ash y encarcela a los simios conocidos por ser leales a César. 
El grupo de Malcolm encuentra a César apenas con vida y lo transportan a su antigua casa en San Francisco. César le revela a Malcolm que Koba le disparó, dándose cuenta de que su idea de que todos los simios eran mejores que los seres humanos era mentira. Al entrar en la ciudad en busca de suministros médicos para que Ellie pueda operar a un malherido César, Malcolm se encuentra con Ojos Azules y se lo lleva con él a la casa donde se están ocultando. César nostálgicamente ve un vídeo de su infancia en la vieja videocámara de Will y es así como Malcolm aprende del pasado de César con los humanos. Posteriormente Ojos Azules regresa a la torre y libera a los seres humanos enjaulados y a los simios leales a César. 
Dos días después, tras guiar a un recuperado César junto a un grupo de simios a la torre atravesando el subterráneo, Malcolm se encuentra con Dreyfus, que le informa que sus hombres han contactado por radio con más sobrevivientes, que se encuentran en una base militar en el norte, y que ya están en camino para ayudar a combatir a los simios. César confronta a Koba en la cumbre de la torre, pero mientras César y Koba están en plena batalla, en el subterráneo Malcolm no logra detener a Dreyfus que hace estallar los cimientos de la torre con explosivos C-4 y destruye parte de la estructura, matándose a sí mismo y a algunos simios. Finalmente César vence a Koba, que se queda al borde de la torre colgado de una viga de metal y suplica a César que lo salve usando el argumento "simio no mata a simio", pero César se niega a salvarlo, alegando que Koba ya no es un verdadero simio, y lo abandona en su caída mortal. 
Malcolm informa a César de la inminente llegada de refuerzos humanos y ambos lamentan la oportunidad perdida para haber logrado la paz entre humanos y simios. César le dice a Malcolm que los humanos nunca perdonarán a los simios la guerra que empezaron y que se vaya con su familia a un lugar seguro. Al final César se encuentra frente al grupo restante de simios en espera de la llegada del coronel y su ejército.

## Reparto

### Humanos[3]
- Jason Clarke como Malcolm, miembro de la colonia que dirige la reconstrucción de la presa.
- Gary Oldman como Dreyfus, líder de la colonia de humanos.
- Keri Russell como Ellie, la compañera de Malcolm.
- Kodi Smit-McPhee como Alexander, el hijo de Malcolm.
- Kirk Acevedo como Carver, miembro del grupo de Malcom.
- Enrique Murciano como Kemp, miembro del grupo de Malcom.
- Jocko Sims como Werner, operador de radio de la colonia.
- Keir O'Donnell como Finney, guardia del arsenal.
- Kevin Rankin como McVeigh, aliado de  Dreyfus.
- Lombardo Boyar como Terry, guardia del arsenal.

James Franco, quien interpreta al Dr. Will Rodman en Rise of the Planet of the Apes, aparece en un cameo dentro de un vídeo de la infancia de César.

### Simios[3]
- Andy Serkis como César, líder de los simios.
- Toby Kebbell como Koba, segundo al mando, consejero y amigo de César, pero después rival y enemigo.
- Nick Thurston como Ojos Azules, el hijo adolescente de César y Cornelia.
- Karin Konoval como Maurice, amigo y consejero de César
- Terry Notary como Rocket, amigo de César y padre de Ash.
- Doc Shaw como Ash, hijo de Rocket, y además mejor amigo de Ojos Azules.
- Judy Greer como Cornelia, esposa de César.
- Lee Ross como Grey, un seguidor de Koba.

### Doblaje
| Actor original   | Personaje   | Doblaje para Hispanoamérica                         | Doblaje para España  |
| ---------------- | ----------- | --------------------------------------------------- | -------------------- |
| Andy Serkis      | César       | Ricardo Tejedo                                      | Toni Astigarraga     |
| Jason Clarke     | Malcom      | José Antonio Macías                                 | Carlos Di Blasi      |
| Gary Oldman      | Dreyfus     | Raúl Anaya                                          | Alfonso Vallés       |
| Toby Kebbell     | Koba        | Óscar Flores                                        | Domenech Farell      |
| Nick Thurston    | Ojos Azules |                                                     | Marcel Navarro       |
| Keri Russell     | Ellie       | Rosalba Sotelo                                      | Joël Mulachs         |
| Kodi Smit-McPhee | Alexander   | Alan Bravo                                          | Masumi Mutsuda       |
| Kirk Acevedo     | Carver      | Idzi Dutkiewicz (También interpreta a Barack Obama) | José Luis Mediavilla |
| Jon Eyez         | Foster      | Salvador Reyes                                      | Francesc Belda       |
| Jocko Sims       | Werner      | Manuel Pérez                                        |                      |
| Kevin Rankin     | McVeigh     | Eduardo Ramírez                                     |                      |
| Enrique Murciano | Kemp        | Carlos Hernández                                    | José García Tos      |
| Lombardo Boyar   | Terry       | Carlo Vázquez                                       | Javier Viñas         |
| Keir O'Donnell   | Finney      | Xavier Sol                                          |                      |
|                  | Agente      |                                                     | Eduard Itchard       |
| James Franco     | Will Rodman | Arturo Mercado Jr.                                  | José Posada          |

## Producción

### Desarrollo
Después del lanzamiento de El origen del planeta de los simios, el director de esa película, Rupert Wyatt, comentó sobre las posibles secuelas: «Creo que estamos terminando con ciertas cuestiones, lo cual es muy emocionante. Para mí, se me ocurren todo tipo de secuelas para esta película, esto es sólo el principio». El guionista y productor Rick Jaffa también declaró que El origen del planeta de los simios daba varias pistas sobre futuras secuelas: «Espero que estemos construyendo una plataforma para futuras películas. Estamos tratando de plantar una gran cantidad de las semillas para un montón de las cosas de las que se está hablando, en términos de los diferentes monos y demás».
En noviembre de 2011, Andy Serkis fue el primero en ser anunciado para una secuela de Rise of the Planet of the Apes. Se informó que un «acuerdo de siete cifras» se había cerrado para que repitiera su papel como César, el líder de los simios. El 15 de mayo de 2012, The Hollywood Reporter anunció que Scott Z. Burns había sido contratado para hacer reescrituras del guion original de los escritores de Rise of the Planet of the Apes, Rick Jaffa y Amanda Silver. El 31 de mayo de 2012, 20th Century Fox anunció que la secuela, ahora titulada Dawn of the Planet of the Apes, tenía programado su estreno para el 23 de mayo de 2014.
El 17 de septiembre de 2012 se informó que el director Rupert Wyatt estaba considerando dejar la secuela porque temía que la fecha de lanzamiento, en mayo de 2014, no le diera tiempo suficiente para hacer la película como era debido. El 1 de octubre, Matt Reeves, director de Cloverfield, fue confirmado como su reemplazo. Reeves había estado trabajando previamente en el desarrollo de una nueva película de The Twilight Zone. El 18 de octubre, se informó que Mark Bomback, guionista de Live Free or Die Hard, estaba haciendo una reescritura del guion para Reeves. El 21 de junio de 2013 se anunció que la fecha de lanzamiento de la película sería pospuesta dos meses, al 18 de julio de 2014, y el 10 de diciembre de 2013 el lanzamiento de la película fue adelantado una semana, al 11 de julio de 2014.

### Casting
En diciembre de 2012, tras la salida del director Wyatt, James Franco especuló que no regresaría para la secuela como su personaje Will Rodman, diciendo: "Ahora Rupert no forma parte de ella, así que supongo que no estaré en ella".  Freida Pinto, quien interpretó a la primatóloga Caroline Aranha en Rise, confirmó que no regresaría para Dawn.  En abril de 2014, cuando IGN le preguntó sobre el destino de los personajes de Franco y Pinto, el productor Dylan Clark dijo que murieron debido a la gripe simia. 
En febrero de 2013, los actores Gary Oldman, Jason Clarke y Kodi Smit-McPhee fueron elegidos para los papeles principales de la secuela, ambientada diez años después de los acontecimientos de la primera película.  En marzo de 2013, la actriz Keri Russell fue elegida para un papel.  Ese mismo mes, Judy Greer fue elegida como Cornelia, una chimpancé e interés amoroso de César.  Toby Kebbell, Enrique Murciano y Kirk Acevedo se unieron al elenco durante el rodaje. El 15 de mayo de 2013, Jocko Sims fue elegido para el papel secundario del agente militar Werner.

### Filmación
La filmación comenzó en abril de 2013 en la ciudad de Campbell River (Columbia Británica); la isla de Vancouver fue elegida por su similitud con los lugares que aparecen en la película, entre ellos los bosques. Luego, el rodaje se mudó a Nueva Orleans, comenzando a grabarse en la ciudad en mayo de 2013 y continuando luego en julio en lugares como el antiguo parque Six Flags New Orleans.

### Efectos visuales
Al igual que Rise, los efectos visuales de Dawn fueron realizados por Weta Digital. Además de los simios, Weta creó otros animales digitales, como una manada de alces, un oso grizzly y dobles CGI de los caballos vivos. Los alces se crearon utilizando animación de fotogramas clave y el software digital de mejora de multitudes MASSIVE, el oso mediante animación de fotogramas clave y los caballos con una mezcla de animación de fotogramas clave y captura de movimiento. 

## Música
La música de la película fue compuesta por Michael Giacchino, quien había colaborado con Reeves en Cloverfield (2008) y Let Me In (2010).  Giacchino hizo referencia a los temas de Jerry Goldsmith para la película de 1968 y al tema de Danny Elfman para la película de 2001,  al tiempo que incorporó sus propios temas que hacen referencia a la partitura de Lost (2004-2010) y Super 8 (2011).  La banda sonora fue lanzada por Sony Classical Records el 8 de julio de 2014.

## Lanzamiento
El 31 de mayo de 2012, Fox anunció que el lanzamiento de Dawn of the Planet of the Apes estaba programado para el 23 de mayo de 2014.  Sin embargo, se anunció el 20 de junio de 2013 que la fecha de lanzamiento de Dawn se retrasaría dos meses hasta el 18 de julio de 2014.  El 10 de diciembre de 2013, la película se retrasó una semana hasta el 11 de julio de 2014.  La película se estrenó en el Palacio de Bellas Artes de San Francisco, California, el 26 de junio de 2014.  La película cerró el 36º Festival Internacional de Cine de Moscú el 28 de junio. 
En Hungría, la cadena de cines más grande, llamada Cinema City, no pudo llegar a un acuerdo con el distribuidor de la película, InterCom, y como resultado, se estrenó el 17 de julio de 2014 en 45 pantallas, muchas menos que producciones similares de gran presupuesto.  Sin embargo, la película consiguió encabezar la taquilla del fin de semana en el país, superando a Transformers: La era de la extinción, que lideraba la lista desde hacía tres semanas (en 105 salas distribuidas por UIP Duna).

### Marketing
Una campaña de marketing viral para la película lanzada en julio de 2013 incluyó un sitio web sobre la "gripe simia" y vídeos simulados de anuncios de servicio público.  20th Century Fox y Motherboard de Vice Media lanzaron tres cortometrajes en línea en julio de 2014 que documentan la brecha de diez años entre los eventos de Rise of the Planet of the Apes y Dawn of the Planet of the Apes.  Titan Books publicó en mayo de 2014 una novela titulada Dawn of the Planet of the Apes: Firestorm, que también se desarrolla entre los eventos de las dos primeras películas. Una asociación con 20th Century Fox y Ndemic Creations hizo que el juego móvil/PC Plague Inc. obtuviera una actualización temática de Dawn of the Planet of the Apes el 10 de julio de 2014. Permite a los jugadores crear y personalizar un virus de la gripe simia para Infecta el mundo y erradica a la humanidad mientras ayudas a los simios a sobrevivir.

## Recepción

### Recaudación
Dawn of the Planet of the Apes fue un éxito comercial y muchos críticos la llamaron "la mejor película de palomitas de maíz del verano",  y Deadline Hollywood comentó diciendo que es "una franquicia que seguirá y seguirá, a menos que jodan arriba".  La película recaudó 208,5 millones de dólares en los Estados Unidos y Canadá, y 500,3 millones de dólares en otros países, para un total mundial de recaudando un total de 710 millones de dólares, superando ampliamente su presupuesto de 170 millones de dólares. Se convirtió así en la octava película más exitosa del 2014y a nivel mundial es la película más taquillera de la franquicia Planet of the Apes.

### Crítica
Dawn of the Planet of the Apes recibió gran aclamación luego de su lanzamiento. En el sitio de críticas Rotten Tomatoes el filme cuenta con un 90% de críticas positivas, puntaje basado en 276 críticas. Con una calificación promedio de 7.86 sobre 10 el consenso de la crítica en el sitio web fue: "Con inteligencia y resonancia emocional a la altura de los impresionantes efectos visuales, Dawn of the Planet of the Apes supera a su predecesora con una explosión emocionante y ambiciosa de los logros de la ciencia ficción".En Metacritic el filme ostenta un puntaje de 79 sobre 100, indicando críticas positivas basadas en 48 análisis.El público encuestado por CinemaScore le dio a la película una calificación promedio de "A-" en una escala de A+ a F. 

## Premios y nominaciones

### Premios Óscar
| Año  | Categoría                | Resultado |
| ---- | ------------------------ | --------- |
| 2015 | Mejores efectos visuales | Nominada  |

### Premios BAFTA
| Año  | Categoría                  | Resultado |
| ---- | -------------------------- | --------- |
| 2015 | Mejores efectos especiales | Nominada  |

### Annie Awards
| Año  | Categoría                                                      | Resultado |
| ---- | -------------------------------------------------------------- | --------- |
| 2015 | Mejor Animación de personajes en una producción de acción real | Ganador   |